# Sh2-72
Sh2-72 (nota anche come RCW 179) è una nebulosa a emissione visibile nella costellazione dell'Aquila.
Si individua nella parte occidentale della costellazione, non lontano dal confine con la Coda del Serpente e a breve distanza angolare dall'ammasso globulare NGC 6749; si estende per circa 25 minuti d'arco sul bordo di una regione della Via Lattea fortemente oscurata dalle nubi di polveri costituenti la Fenditura dell'Aquila. Il periodo più indicato per la sua osservazione nel cielo serale ricade fra giugno e novembre; trovandosi a soli 18' dall'equatore celeste, può essere osservata indistintamente da tutte le regioni popolate della Terra.
Si tratta di una regione H II relativamente estesa situata sul Braccio del Sagittario alla distanza di circa 1800 parsec (circa 5870 anni luce) dal sistema solare. Si ritiene che la principale responsabile della sua ionizzazione sia una stella subgigante blu di classe spettrale B0.5IV, catalogata come BD+2 3762, sebbene lo studio che indica questa stella fornisce un valore di distanza pari a 4400 parsec; se così fosse, questa nube verrebbe a trovarsi sul Braccio Scudo-Croce. Indizi che fanno ritenere che la formazione stellare sia attiva sono dati dalla presenza di alcune sorgenti di radiazione infrarossa, di cui tre riportate anche dall'IRAS: si tratta di IRAS 19009+0204, IRAS 19013+0207 e IRAS 19021+0209. Una radiosorgente riportata in diverse pubblicazioni è anche quella situata alle coordinate galattiche 36.44 -01.61.